# Octomeria filifolia
Octomeria filifolia är en orkidéart som beskrevs av Charles Schweinfurth. Octomeria filifolia ingår i släktet Octomeria och familjen orkidéer. Inga underarter finns listade i Catalogue of Life.